# Педошенко Микола Єфремович
Микола Єфремович Педоше́нко (20 січня 1911, Тернівці, Російська імперия — 11 травня 1992) — український радянський театральний актор. Народний артист Української РСР (1967).

## Біографія
Народився 7 [20] січня 1911 року в селі Тернівці (тепер Труновське Ставропольського краю, Росія). Закінчивши драматичну студію при Сталінградському театрі драми, працював у пересувних театрах РРФСР. З 1945 року — в Ізмаїльському українському драматичному театрі, а з 1948 року — у Вінницькому українському музично-драматичному театрі імені М. Садовського.
Помер у 1992 році.

## Ролі
в драматичних виставах
- Гонта («Гайдамаки» за Шевченком);
- Террачіні («Пам'ять серця» Корнійчука);
- Клод Фролло («Собор Паризької Богоматері» за Гюго);

в музичних спектаклях
- Петро і Микола («Наталка Полтавка» Лисенка);
- Султан («Запорожець за Дунаєм» Гулака-Артемовського);
- Яшка («Весілля в Малинівці» Рябова);
- Мишка Япончик («На світанку» Сандлера).

## Відзнаки
- Народний артист УРСР з 1967 року.
- Нагороджений орденом Трудового Червоного Прапора (24 листопада 1960[1]).